# Florence L. Barclay
Florence Louisa Barclay  (Limpsfield, Surrey, Inglaterra, 2 de dezembro de 1862 - 10 de março de 1921) foi uma escritora inglesa, autora de romances e contos. 

## Biografia
Nascida Florence Louisa Charlesworth, era filha de  um pastor anglicano, e irmã de Maud Ballington Booth, líder do Exército da Salvação e cofundadora  das Voluntárias da América. Quando Florence tinha sete anos, sua família mudou-se para Limehouse, em London Borough of Tower Hamlets.
Em 1881, Florence Charlesworth casou com o Rev. Charles W. Barclay e  foram morar em Hertford Heath, em Hertfordshire, onde tiveram oito filhos. Por motivos de saúde, ficou de cama por um tempo, quando escreveu seu primeiro romance, intitulado The Wheels of Time. 
Seu próximo livro, The Rosary, foi publicado em 1909 e fez grande sucesso, tendo sido traduzido para oito línguas e filmado em cinco diferentes países. Em Nova York, o livro chegou a ser o 1º na lista de Best-sellers dos Estados Unidos, em 1910, e sua popularidade durou mais de 25 anos. Saiu em capítulos na revista Sunday Circle, e em 1926, o produtor francês Alexandre Bisson adaptou-o para o teatro numa peça em três atos, em Paris.
Florence escreveu onze livros, incluindo um trabalho não ficcional. Seu romance The Mistress of Shenstone, de 1910, foi adaptado para o cinema mudo em 1921, sob o mesmo título. Seu conto Under the Mulberry Tree saiu no especial de maio de 1911, intitulado The Spring Romance Number, no Ladies Home Journal.
Florence faleceu em 1921, aos 58 anos. The Life of Florence Barclay; a study in personality foi publicado naquele ano pelo G. P. Putnam's Sons.

## Adaptações
Alguns dos romances de Barclay que tiveram suas adaptações filmadas:
- Rosario de Amor (1978, série, México)
- Sueños de Mujer (1960, telenovela, Espanha)
- Tuya en cuerpo y alma (1945, México)
- El rosario (1944, México)
- Le rosaire (1934, França)
- The Mistress of Shenstone (1921, EUA)

## No Brasil
Diversos livros de Florence foram publicados no Brasil, a maioria deles pela Companhia Editora Nacional, através da coleção Biblioteca das Moças, entre 1920 e 1960.
Alguns dos títulos, em língua portuguesa:
- Um Nobre Amor, volume 6 da Coleção Biblioteca das Moças. Tradução de Luiz Amaral.
- O Rosário (no original The Rosary), volume 28 da Biblioteca das Moças.
- A Castelã de Shenstone (The Mistress of Shenstone), volume 46 da Biblioteca das Moças.
- As irmãs brancas (The White Ladies of Worcester), volume 95 da Biblioteca das Moças, tradução de Godofredo Rangel.
- Amor pelo Telefone, volume 132 da Biblioteca das Moças, tradução de Dieno Castanho.
- Enquanto é tempo de amar, volume 133 da Biblioteca das Moças, tradução de Godofredo Rangel.
- Jardim Fechado, pela Biblioteca das Moças, 1928, tradução de Martha de Sá.
- Acompanhando a Estrela, pela Biblioteca das Moças, 1928.
- Voltou, mas Esqueceu, pela Biblioteca das Moças, 1928. Posteriormente, foi reeditado pela editora O Clarim.